# Duomo di Nordhausen
Il Duomo di Nordhausen (in tedesco: Nordhäuser Dom), detto anche Duomo della Santa Croce (Dom zum Heiligen Kreuz), è una chiesa cattolica della città tedesca di Nordhausen.

## Storia
La chiesa fu fondata nel 961 dalla regina Matilde e più volte ricostruita e ampliata.

## Caratteristiche
Della costruzione romanica del XII secolo si conservano le basi delle torri e la cripta a tre navate; il coro e le parti superiori delle torri risalgono invece al secolo successivo.
Le tre navate risalgono alla metà del Trecento, mentre le volte sono cinquecentesche.